# Estadio San Carlos de Apoquindo
El Estadio San Carlos de Apoquindo, denominado actualmente Claro Arena por motivos de patrocinio, es un recinto deportivo cuya propiedad corresponde al Club Deportivo Universidad Católica. Está situado en el Complejo Deportivo San Carlos de Apoquindo en Las Condes, en la ciudad de Santiago, Chile. Fue inaugurado en 1988, y desde ese año ha sido sede del equipo de fútbol Universidad Católica.  
Es el cuarto de cuatro estadios de propiedad de los cruzados a lo largo de su historia, tras el Estadio Universidad Católica, los Campos de Sports de Ñuñoa e Independencia. Su récord de espectadores para un partido de fútbol ocurrió el 1 de noviembre de 1992, cuando Universidad Católica jugó contra Cobreloa, con 20 936 personas presentes en ese momento.
La capacidad del estadio ha variado durante el tiempo. En un principio su aforo alcanzó alrededor de 20 000 localidades. En 2012, el espacio para el público se redujo a 15 000. Esta diferencia de aposentadurías se produjo por la remodelación realizada ese año, en la cual se reemplazaron los tablones por butacas en dos tribunas del recinto. En la década siguiente, con las obras realizadas entre 2022 y 2025, se incrementó la capacidad del recinto hasta conseguir un aforo de 20 249 espectadores.
Ante la remodelación del Estadio Nacional, debido a los Juegos Panamericanos de 2023, San Carlos de Apoquindo albergó los encuentros de la Selección Chilena por primera vez de manera oficial en 2021. El contexto de esos partidos fue la clasificación de Conmebol para la Copa Mundial de Fútbol de 2022. En años anteriores, fue el recinto de diversos partidos de la Serie Mundial de Rugby 7 2001-02 y el Trofeo Mundial de Rugby Juvenil 2008. En otros ámbitos, ha sido escenario de eventos musicales desde 1989 en adelante.

## Historia

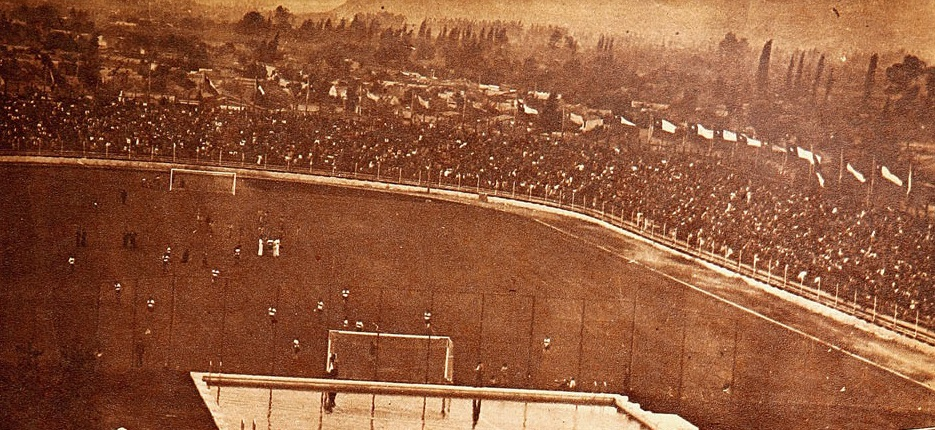
El Estadio Independencia fue el último recinto deportivo de Católica hasta antes de San Carlos.

Las actividades deportivas del club se practicaban inicialmente en el Estadio Universidad Católica y en el Gimnasio de la Universidad Católica. Dichos recintos albergó los partidos de la Universidad Católica en su etapa de transición entre el amateurismo y el profesionalismo. En 1927, la rama de fútbol se trasladó a los Campos de Sports de Ñuñoa que ese año se transformaron en propiedad de la Pontificia Universidad Católica de Chile y la Federación Deportiva UC, y, por extensión, del Club Deportivo Universidad Católica, debido al vínculo entre la casa de estudios y el CDUC.
El 12 de octubre de 1945, Universidad Católica inauguró el Estadio Independencia, el cual contaba con cancha de fútbol, pista de atletismo y piscina olímpica. En 1971, el club debió vender su estadio para ayudar a la PUC a solventar sus compromisos económicos. Por ese motivo, comenzó a jugar en el Estadio Santa Laura y Nacional.
Debido al crecimiento como institución se construyó el Complejo Deportivo Santa Rosa. Una parte considerable de las ramas deportivas del club se trasladaron al complejo, ubicado en la comuna de Las Condes y construido sobre un terreno donado por el municipio en los años 50. Como consecuencia del afianzamiento y desarrollo exponencial de las diversas disciplinas, nació la necesidad de contar con nuevos recintos.

### Propuesta  y construcción

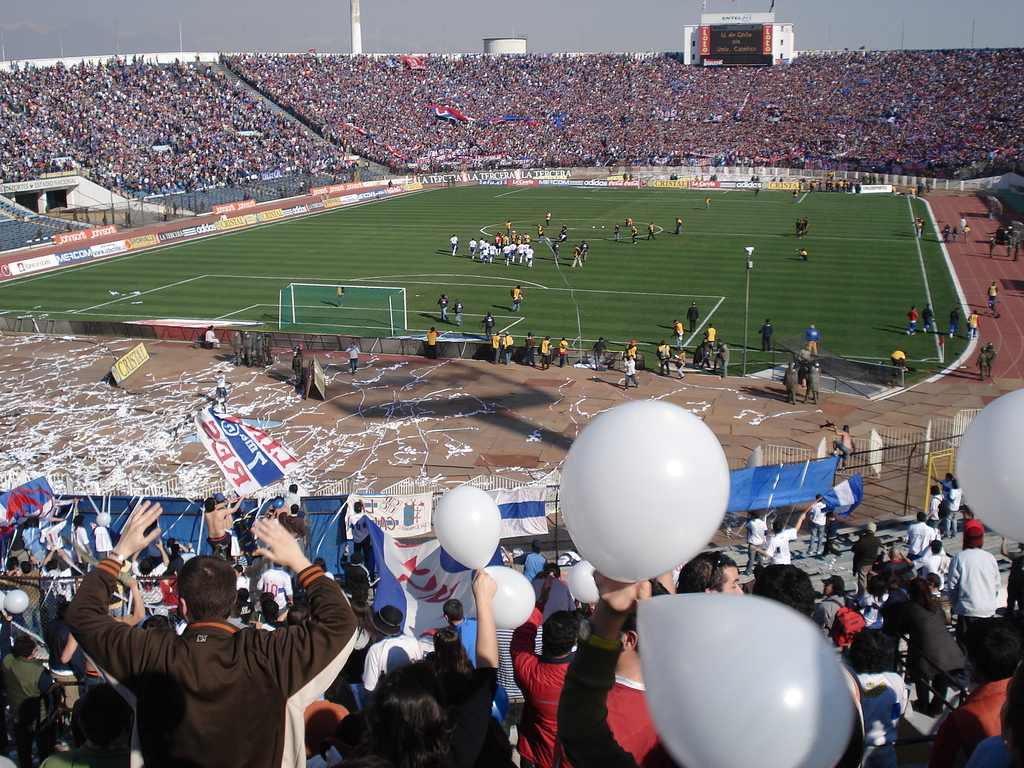
Imagen de un Clásico universitario en el Estadio Nacional. Durante varios años, este encuentro fue un espectáculo vetado en San Carlos por la Municipalidad de Las Condes.

Con la venta del Estadio Independencia, surgió la necesidad de edificar un nuevo estadio. El 4 de febrero de 1972 se anunció el proyecto de una nueva ciudad deportiva en los faldeos cordilleranos. Es así, como se da nacimiento al Complejo Deportivo San Carlos de Apoquindo en honor a Carlos Casanueva, rector de la Pontificia Universidad Católica de Chile. La directiva liderada por Alfonso Swett fue la encargada de llevar a cabo el proyecto del nuevo estadio, obra del arquitecto, y socio del club, Esteban Barbieri. En 1979, bajo el mando del propio Swett y Germán Mayo Correa, comenzó a tomar fuerza la idea de un nuevo reducto para Universidad Católica.
El primer intento de construir un recinto fue en el cerro San Cristóbal, al frente de Santa Rosa de Las Condes, contando con un proyecto realizado por el arquitecto Esteban Barbieri. Sin embargo, la institución no consiguió los permisos necesarios, y optaron por situar la obra en los terrenos del Complejo Deportivo San Carlos de Apoquindo. El proceso de construcción del estadio tuvo varias dificultades, como la aprobación de permisos, el costo de los materiales y la búsqueda del sitio adecuado. En el proceso, varios dirigentes del club ayudaron con la prestación de camiones, maquinarías, contratación de profesionales, entre otros recursos. Los jugadores de esa época también se hicieron parte del proyecto, donando sacos de cemento. Por su parte, los hinchas compraron bonos para la campaña “Cemento-Acero Estadio Universidad Católica”, con el fin de reducir costos.
En 1987, la dirigencia de Universidad Católica, representada por Cristián Lyon, presidente de la rama de fútbol, asumió un acuerdo de palabra con Margarita Moreno, alcaldesa de Las Condes en esa época. En ese convenio se estipuló que nunca se jugarían clásicos contra Universidad de Chile y Colo-Colo. A cambio de ceder la localía en partidos de alto riesgo, obtuvieron el permiso para reanudar las obras de construcción. El municipio de Las Condes emitió un permiso de construcción el 16 de abril de 1987. Tuvo vigencia desde el 15 de septiembre de 1987 hasta septiembre de 1988, cuando se inauguró. La construcción tuvo un costo aproximado de mil millones de pesos. Se utilizaron 3900 m³ de hormigón y 430 toneladas de estructuras metálicas.

### Inauguración
El 4 de septiembre de 1988, el estadio fue inaugurado ante 12 000 personas en un partido amistoso contra River Plate. El encuentro concluyó con resultado a favor de la visita por 1:0, con gol de Claudio Borghi. Había transcurrido 21 años desde que Universidad Católica oficiara como local en un estadio propio. El espectáculo de inauguración estuvo a cargo del director de televisión Gonzalo Bertrán, y participaron las distintas ramas deportivas del club.
El 25 de septiembre de 1988, se produjo el primer triunfo primer oficial de los cruzados en San Carlos. El encuentro correspondió a la fecha 12 del Torneo Oficial 1988. Universidad Católica venció por 3:0 a Fernández Vial. El tanto que abrió el marcador fue obra de Juvenal Olmos, quedando en la historia como el primer jugador cruzado en convertir un gol en el nuevo estadio. Las restantes anotaciones fueron obra de Luis Abarca y Patricio Mardones. El 8 de mayo de 1990, se disputó el primer partido internacional en el reducto cruzado. Católica ganó por 2:0 a Sporting Cristal por Copa Libertadores, con goles de Andrés Romero y Jorge Contreras.

### Condición de local

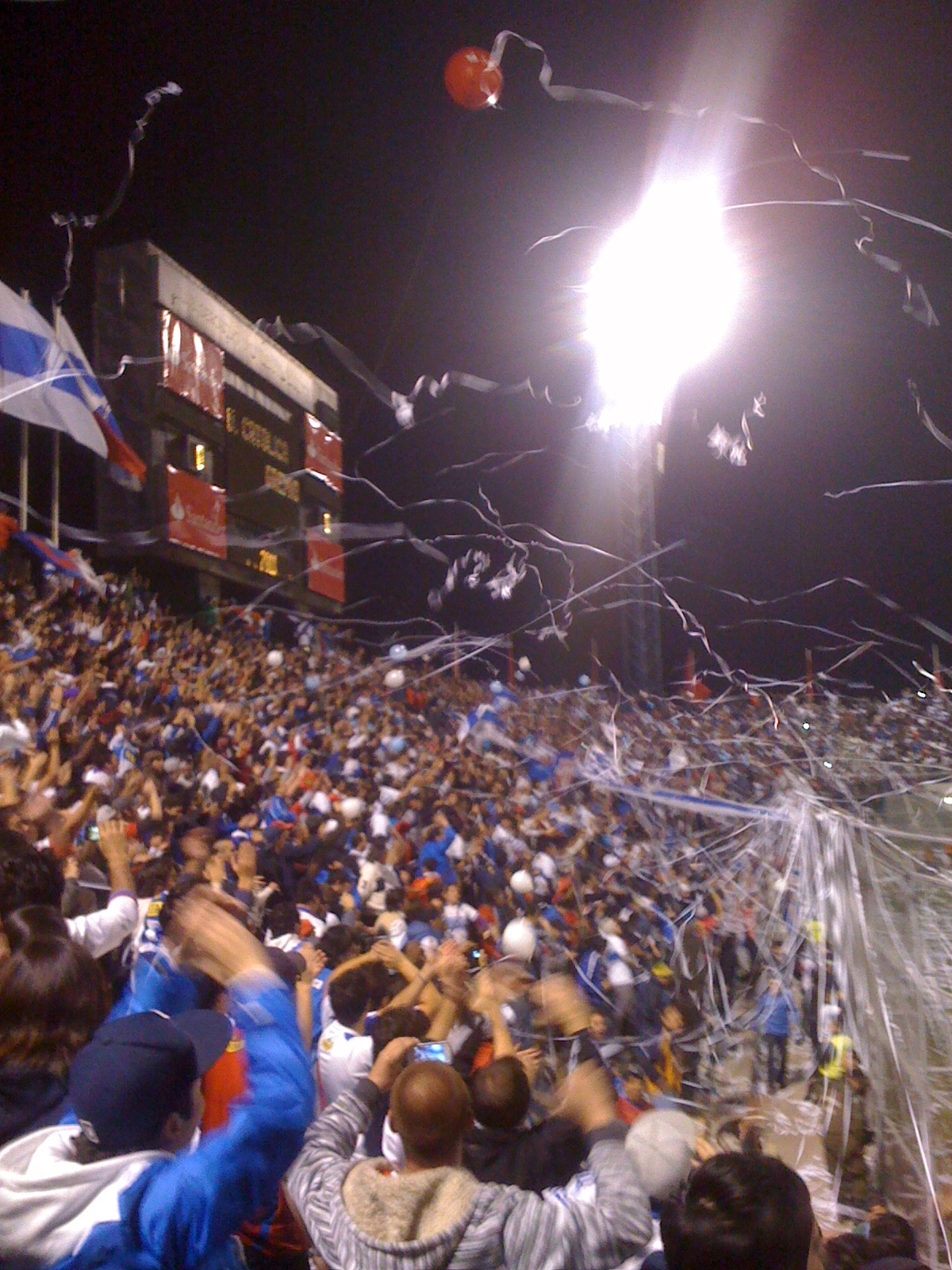
Vista de la galería Mario Lepe en el duelo UC - Gremio por Copa Libertadores 2011.

Tras la prohibición de ser locales con sus rivales clásicos, Universidad de Chile y Colo-Colo, los hinchas de Universidad Católica, crearon una campaña el 6 de septiembre de 2010 llamada Locales en San Carlos, la cual consistió en la aspiración de ejercer la localía en dicho recinto ante sus rivales clásicos. Desde su construcción, la rama de fútbol de la UC había tenido dificultades para jugar partidos de alta convocatoria en este estadio, debido a un acuerdo entre el Club y la junta de vecinos de San Carlos de Apoquindo, un barrio residencial. En septiembre de 2011, Jaime Estévez, en ese entonces presidente de Cruzados SADP, realizó una asamblea con la junta de vecinos correspondiente al sector, la C-25, para dar a conocer el un protocolo para las actividades de la institución.
El 23 de septiembre de 2011, Cruzados SADP se reunió con la intendenta Cecilia Pérez y dieron inicio al plan, con el fin de que la autoridad evaluara los avances efectuados en el recinto. Si el club cumplía con los requisitos mínimos de seguridad y solicitaba el permiso, no se impediría el uso del recinto, según lo estipulado por Pérez. Al día siguiente, se solicitó formalmente una autorización para recibir a Colo-Colo el 16 de octubre de ese año, petición que fue aprobada por la intendenta. Finalmente, el mencionado día 16, Universidad Católica recibió a Colo Colo en San Carlos de Apoquindo, por primera vez desde 1998, ganando por 4 goles a 0. Fue la primera victoria de los cruzados en el regreso de los encuentros denominados clásicos a su estadio.

## Remodelaciones

### Innovaciones 1994-2020

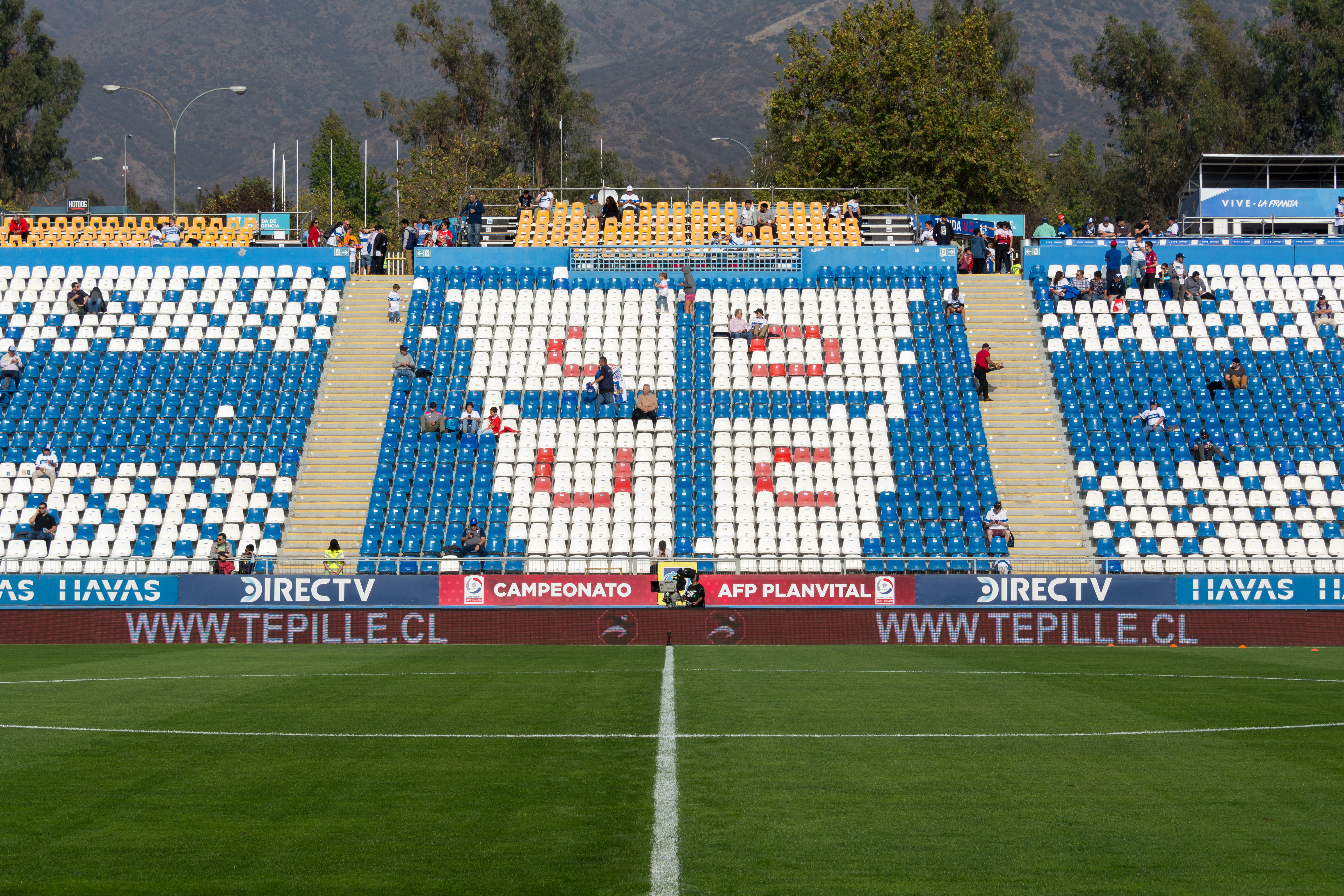
Vista de la butacas instaladas en la tribuna Alberto Fouillioux.

San Carlos de Apoquindo ha sido objeto de diversas remodelaciones. El 7 de mayo de 1994, durante un encuentro ante Cobreloa correspondiente al Torneo Oficial, se inauguró un nuevo marcador electrónico en reemplazo del antiguo tablero, una inversión relevante para la época. El día 16 de septiembre de 2009, las denominaciones de las tribunas norte, este, oeste y sur, fueron reemplazadas por los nombres de 4 emblemas del club: Ignacio Prieto, Alberto Fouillioux, Sergio Livingstone y Mario Lepe, respectivamente.
En 2012, se estrenaron butacas, modelo omega high back en la tribuna Alberto Fouillioux, las cuales formaban el escudo del club. También se remodelaron los camarines de los equipos. En la tribuna Sergio Livingstone se construyeron 11 palcos vip, con butacas de vinyl tipo cine, y pantallas led. Estas modificaciones tuvieron como consecuencia la rebaja del aforo a 15 000, debido a la desaparición de los tablones en dicha tribuna. Ese mismo año, se dispuso de un nuevo tablero marcador, una pantalla led de 47 metros cuadrados, con una calidad de definición de 13 pitch, siendo una de las más modernas de Chile. En cuanto a los vestuarios, el camarín del equipo local fue remodelado, con modernas instalaciones para sus jugadores.
En junio de 2014, los tablones de madera ubicados en la tribuna Sergio Livingstone fueron reemplazados por 2 335 asientos individuales, del mismo material de la remodelación anterior en la tribuna Alberto Fouillioux. Esta mejora no afectó el aforo porque esa zona ya había sido numerada. A la distancia, las butacas formaban las letras UC y la franja característica del club, con los colores azul, blanco y rojo. Desde el año 2018 a 2022, se pusieron a disposición tribunas mecano, las cuales se encontraban repartidas en el sector de Lepe, Prieto y Fouillioux. En 2020, el recinto presentó 166 luminarias led de última generación, marca Musco, adecuándose a las normativas de la Conmebol, que exigían 1 300 lux en cada de ellas.

### Ampliación 2022-2025

#### Presentación del proyecto
Desde 2017, Cruzados SADP se planteó el propósito de reestructurar el estadio. Finalmente, en septiembre de 2020, la sociedad dio inicio al plan de modernización de San Carlos de Apoquindo. Ese mismo mes, se confirmó a IDOM como arquitectos del diseño y encargados de la reestructuración del recinto. A su vez, la ingeniería y la gestión ambiental quedó a cargo de WSP. La empresa Urbano se encargaría de las materias viales y transporte.
Dentro de los cambios propuestos por IDOM, se incluyó el aumento del aforo de 14 000 a 20 000 espectadores y una edificación adicional de 31 mil metros cuadrados. Se instalarían 400 paneles fotovoltaicos, luminaria led, sistema de riego moderno y una planta de tratamiento de aguas. Junto con la propuesta de modernización, se incluyó el mejoramiento de la infraestructura vial existente en tres calles aledañas, y el acuerdo entre CDUC y Cruzados SADP junto a CMPC de reforestar cerca de 10 000 especies nativas con el fin de recuperar el bosque esclerófilo de los senderos cordilleranos.
El 17 de diciembre de 2020, Cruzados presentó la pauta del nuevo San Carlos de Apoquindo. Consistió en el aumento de una a dos bandejas para el público, incluyendo una tercera para los medios de comunicación; el incremento de la capacidad a 20 000 espectadores, cifra que en 2025 terminaría estableciéndose en 20 249, y un modelo techado de las nuevas tribunas. Asimismo, se añadirían pantallas gigantes, iluminación led, palcos, y aumentaría de cuatro a cinco pisos el edificio de la tribuna Sergio Livingstone. También se contaría con espacios para las personas discapacitadas, dos ascensores en Fouillioux y seis en Livingstone. Se proyectó que las obras comenzarían a partir del primer semestre 2022, y se esperaba que estuvieran terminadas para el segundo semestre de 2023. El estadio en ese entonces era una de las posibles sedes de los Juegos Panamericanos 2023.
Características generales
Antes de la modernización, el estadio contaba con una superficie de 11 113 m². El proyecto consideraba la ampliación de 37 409 m², que aumentaría la superficie total a 48 522 metros cuadrados. También se dispondría de suites con servicios de catering, estacionamientos propios, entre otros, 22 suites en la tribuna Livingstone, de 17 m2 a 26 m2 con 12 y 15 butacas, 24 palcos de 12 m2 y 15 m2 con 8 y 12 butacas en las tribunas Fouillioux, y en los codos boxes cooperativos, los cuales se dividen cada uno en 3 y contarán con 10 y 12 butacas.
De acuerdo al proyecto enviado por la concesionaria al Gobierno de Chile, para su eventual evaluación ambiental, el espacio se distribuiría de la siguiente manera:
- Total: 48 522 m²
- 1° Piso Edificio 5 854 m²
- 2° Piso Edificio 3 036 m²
- 3° Piso Edificio  676 m²
- 4° Piso Edificio 7 730 m²
- 5° Piso Edificio 3 039 m²
- Piso Técnico 2 206 m²
- Tribuna Livingstone 1 809 m²
- Tribuna Lepe 1 744 m²
- Tribuna Prieto 1 744 m²
- Tribuna Fouilloux 3 093 m²
- Tribuna Esquinas 2 925 m²
- Cubierta estadio 14 666m²

#### Financiamiento del proyecto

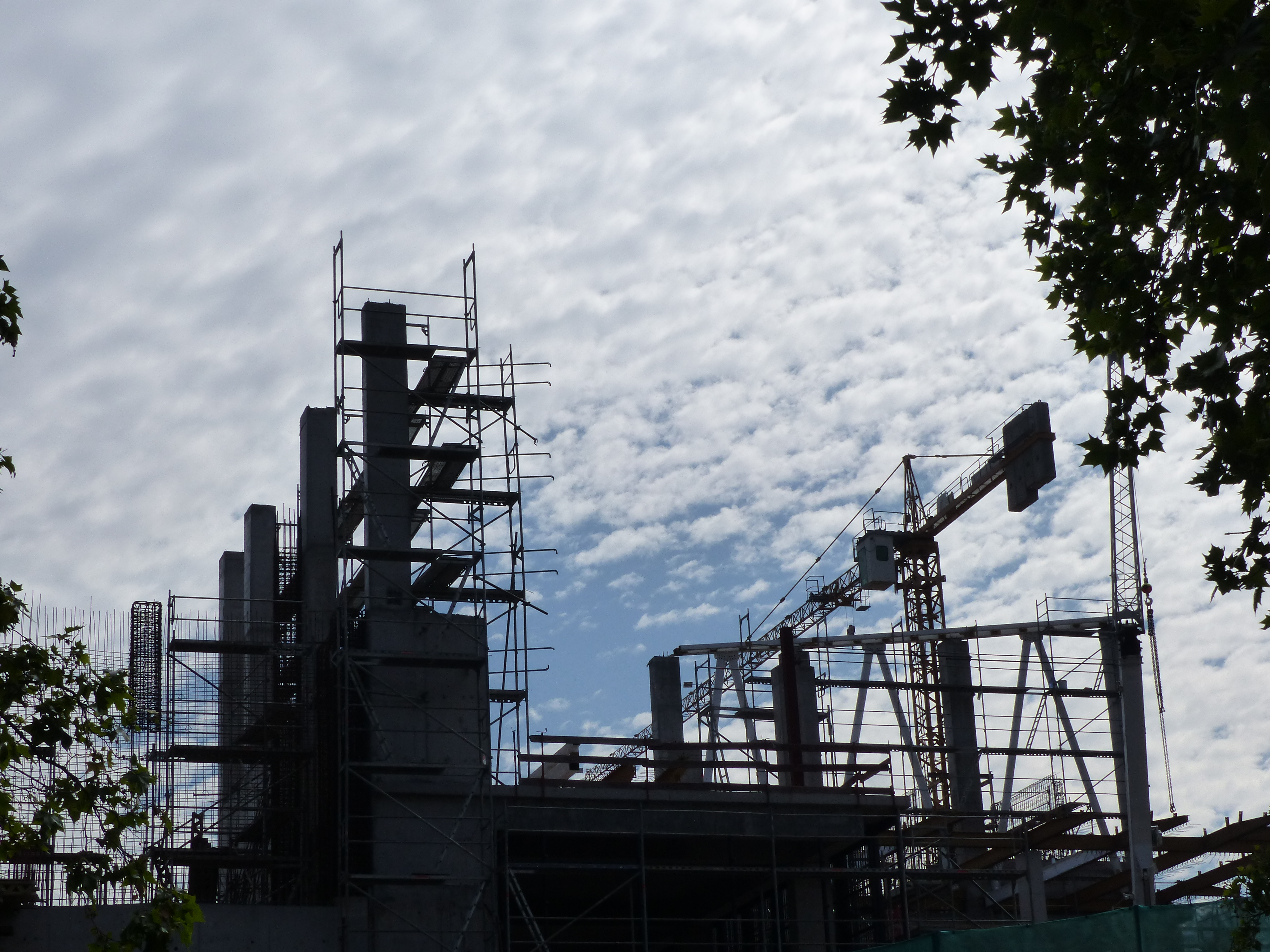
En 2022, la concesionaria Cruzados comenzó la remodelación de San Carlos.

La sociedad anónima buscó financiamiento a través del derecho de denominación del recinto, emisión de bonos y aumento de capital. El 4 de marzo de 2021, Cruzados incrementó su capital por 450 000 UF, y emitió líneas de bonos por 600 000 UF. El 8 de noviembre, la dirigencia recibió la aprobación ambiental para la construcción y remodelación del estadio.
El 18 de febrero de 2022, se anunció un contrato de naming rights entre Cruzados y Claro, para que este último fuera el partner oficial en el proyecto de modernización. Dicho acuerdo consistía en el dominio por 20 años del nombre del estadio, por parte de la empresa de telecomunicaciones, además de la adquisición de la imagen del proyecto, marketing y brand book. El monto del acuerdo consistió en el aporte de 965 000 UF más IVA, cerca de 38 millones de dólares a febrero de 2022, amortizados durante los próximos 20 años. Esos flujos de dinero serían devengados una vez inaugurado el estadio, cubriendo el costo estimado por el club de 1 000 000 UF.
En abril, se inició un período de opción preferente para los accionistas de la concesionaria, con el fin de incentivar el aumento del capital, proceso que se llevó a cabo entre el 1 de junio hasta el 10 del mismo mes. Posteriormente, Cruzados realizó una nueva subasta, llevada a cabo por la Bolsa de Comercio de Santiago, mediante la cual el público en general pudo convertirse en accionistas del club, gestión que tenía por objetivo incentivar el incremento de accionistas, y así sumar fondos al financiamiento del proyecto. Con dicha subasta, el club negoció  27 450 608 acciones a un precio de $125, incorporando alrededor de 3 700 nuevos accionistas. Considerando el período de opción preferente, el club recibió cerca de 277 000 UF.
En un principio, se estimaba que el costo del proyecto bordearía los 30 millones de dólares. Debido al COVID y la inflación ascendió a 50 millones de la mencionada divisa. Para cubrir estos ingresos, junto al aporte del naming rights, se realizaron aumentos de capital, venta de losas y el arriendo por dos años de los palcos del estadio, entre otros. En octubre de 2023, Cruzados realizó la primera junta de accionistas extraordinaria para aprobar un aumento de capital por 150.000 UF. En octubre de 2024, se llamó a un nuevo aumentó, esta vez por 6.500 millones de pesos chilenos para el financiamiento del proyecto y su puesta en marcha. Se aprobó en noviembre de ese año y consistió en la emisión de 130.000.000 acciones de pago.

#### Contratos en infraestructuras
Se anunció a la Comisión para el Mercado Financiero por medio de su filial la Inmobiliaria La Franja SpA, que la edificación del recinto será llevado a cabo por la constructora Cerro Apoquindo Cuatro, la misma encargada de la construcción del Edificio de Deportes UC inaugurado en 2021. Al igual que en dicha oportunidad se firmó contrato con la empresa CMPC para construir el primer estadio multipropósito que fuera sustentable en el país, y uno de los más modernos de Latinoamérica. Dentro de las contribuciones de CPCM, figuraba la entrega de alrededor de 1 600 metros cúbicos de madera laminada, proveniente de bosques explotados por la empresa. Se proyectó que el material cubriría aproximadamente un 30% de la fachada del recinto. En cuanto al techo, también se utilizarían vigas de madera. Para la estructura que sostiene el hormigón del estadio se selló un acuerdo con Acero AZA. Se utilizaron cerca de 2.100 toneladas de acero y se reutilizaron materiales del antiguo estadio.
Cruzados firmó un acuerdo con la empresa Samsung para la implementación del equipamiento tecnológico en el nuevo estadio. Consiste en la incorporación de 200 m2 de pantallas con tecnología LED y Micro LED y la instalación de 150 pantallas de última generación dentro y fuera del recinto deportivo. Se sello la unión con la industria de pinturas Codelpa, para el recubrimientos del nuevo recinto a través de las pinturas de marca Ceresita. Parte de las butacas de las tribunas fueron aportadas por la empresa DVP, quién aportó 2.203 butacas recicladas gracias al reciclaje de 4.406 butacas del antiguo estadio.
Se selló un acuerdo con Enel Generación y Enel X como partners energéticos del recinto. Con dicho trato, el nuevo estadio sería el primero en ser suministrado a través de energía verde y suministro libre, de manera certificada, proveniente del uso de plantas solares, eólicas, hidráulicas o geotérmicas del Grupo Enel. Como parte del convenio, Enel X implementaría un sistema de planta de autogeneración solar, consistente en 400 paneles que cubrirían el techo del recinto, con cargadores de vehículos eléctricos, sistema de iluminación en la entrada principal del edificio y elementos de climatización. Para la climatización, se acordó que la empresa Midea instalará 11 equipo VRF y 12 manejadores para acondicionar el recinto.
En cuanto a la cancha, se anunció la posibilidad de instalar una superficie de pasto sintético de fibra de coco, sobre una base de corcho y derivados de madera, con una elevación de 30 centímetros en relación con la original. Finalmente la concesionaria confirmó que el estadio tendría cancha sintética, cuya fabricación e instalación sería llevada a cabo por la empresa estadounidense FieldTurf. Pese a ser tres veces más costosa que el pasto natural, la superficie se aprobó debido a los beneficios deportivos que tendría, como la posibilidad de programar encuentros del fútbol masculino, femenino y joven en el mismo recinto.La superficie contaría con el más alto estándar disponible en la actualidad, con características similares al campo del Estadio Nilton Santos de Botafogo, también realizada por FieldTurf. El césped artificial elegido fue el Vertex CORE, con una altura de 42 mm y 13 puntadas/10 centímetros, sobre un relleno de corcho, el cual contaría con las regulaciones adecuadas para recibir la certificación FIFA Quality Pro de la Unión Europea y la FIFA.

#### Construcción e inauguración del proyecto

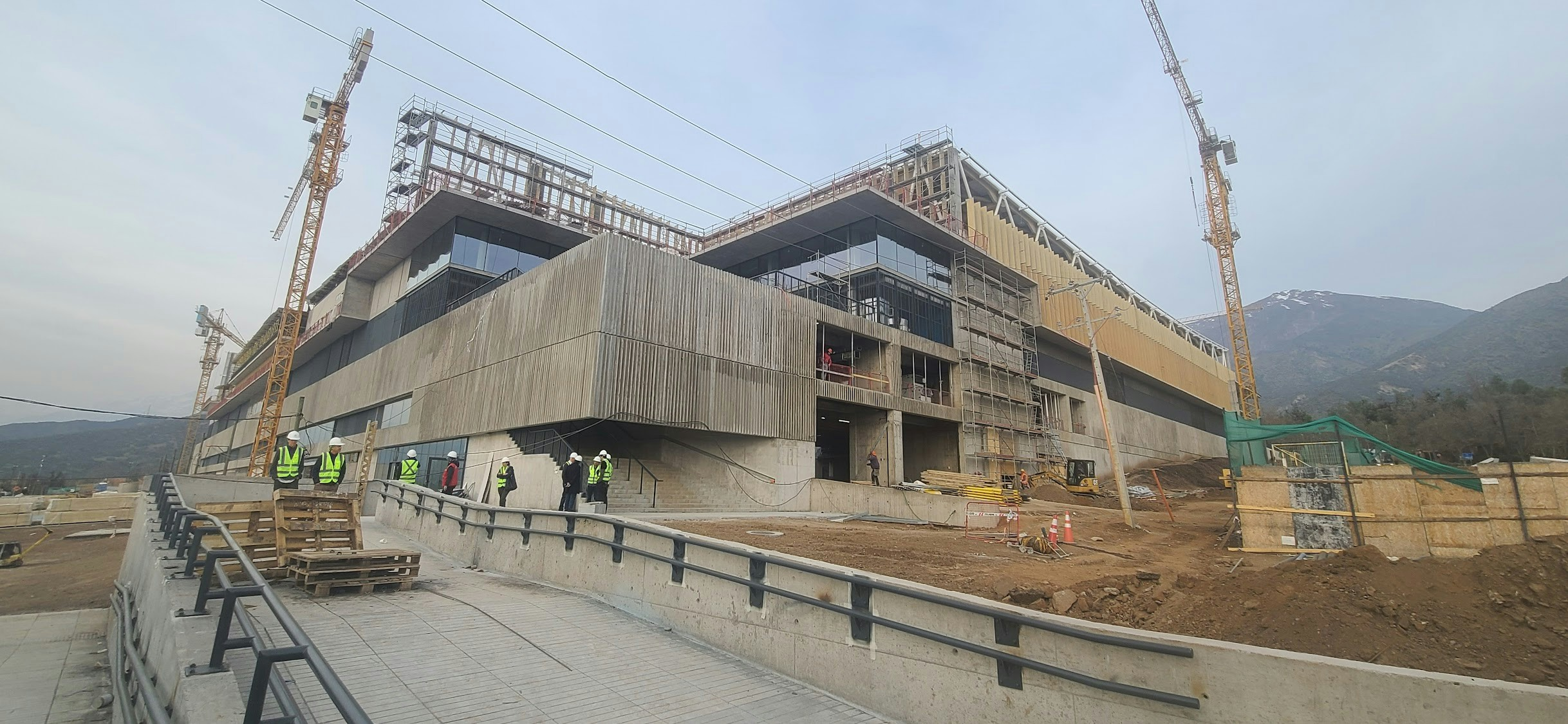
En septiembre de 2024, la remodelación presentó un 85% del avance.

El estadio fue cerrado oficialmente para su remodelación el 20 de agosto de 2022. El último partido disputado fue la victoria 3 a 0 frente a Audax Italiano, por los octavos de final de Copa Chile 2022. La construcción comenzó simbólicamente el 28 de marzo de 2023 con la instalación de la primera piedra del recinto. En dicha ceremonia participaron el presidente del CDUC Francisco Urrejola, el presidente de Cruzados SADP, Juan Tagle, los exfutbolistas de la institución Mario Lepe e Ignacio Prieto, funcionarios del Gobierno de Chile, y representantes de las marcas Claro, CMPC y Aceros Aza.
En junio de 2023, se presentó un avance del 20% de la obra. En esa oportunidad, hubo confirmación de que sería  un estadio multipropósito, disponible para eventos ajenos a lo deportivo. Junto a la modernización, se incluyó el mejoramiento de la infraestructura vial existente y la reforestación de especies nativas. En noviembre, Cruzados presentó el mejoramiento de la infraestructura pública, el acceso de las calles al complejo deportivo, cámaras CCTV para la seguridad, semáforos, señalización de vías, mantención de paraderos, entre otros avances. En 2024, con más del 80% del avance del estadio se realizó la primera reforestación simbólica con la plantación de 1 000 especies de Quillay, todas donadas por CMPC.
A mediados de 2025, Cruzados comenzó el proceso de recepción de obras y reinauguración del recinto. El 15 de julio, Carlos Montes, ministro de Vivienda y Urbanismo aprobó la certificación del estadio, avalando los avances en cuanto a obras viales. El subsecretario de Seguridad Pública, Rafael Collado, hizo lo propio en su ámbito destacando que la tecnología utilizada era de primera nivel. Paralelamente, se llegó a un acuerdo con el municipio de Las Condes y el Directorio de Transporte Público Metropolitano para mitigar el flujo vial durante el desarrollo de eventos masivos.

## Partidos internacionales

### Selección chilena

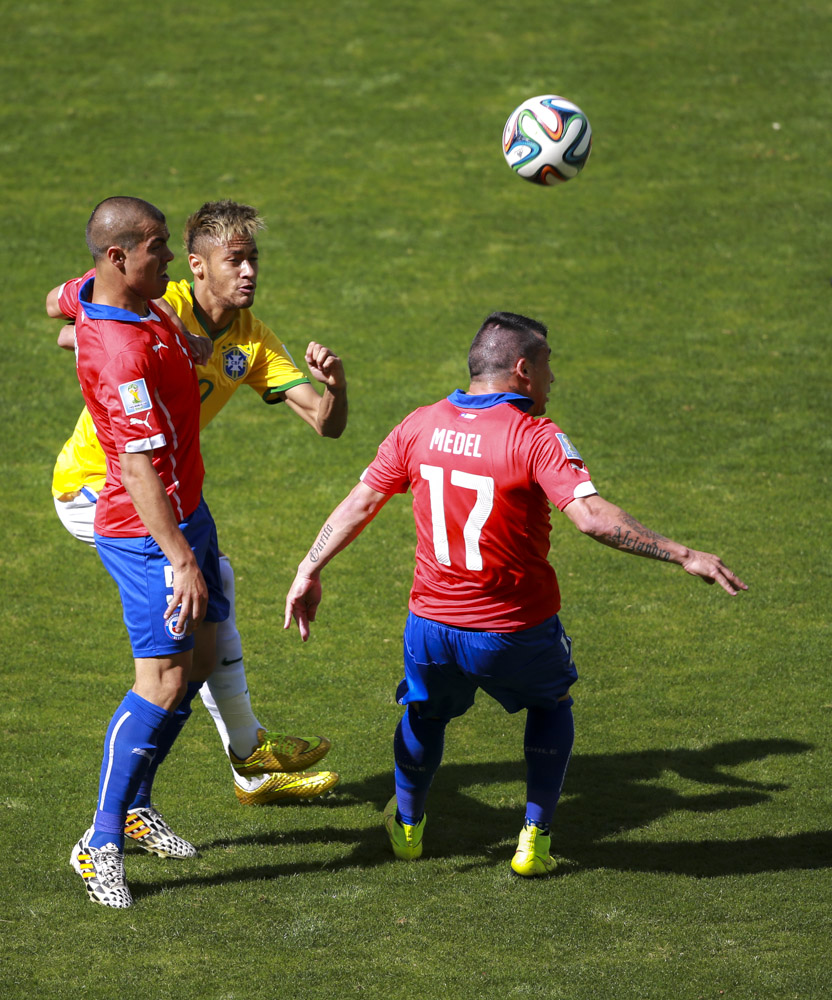
La Selección chilena, en la foto enfrentando a Brasil como visitante, ha sido local en San Carlos de Apoquindo.

El 2 de marzo de 2006, la Selección chilena adulta disputó por primera vez un partido en el recinto precordillerano. En esa oportunidad, se enfrentó a Universidad Católica en un encuentro amistoso a beneficio del Sifup. El invitado especial de la noche fue el jugador argentino Diego Armando Maradona, uno de los mejores de la historia del fútbol, que ingresó en la etapa de complemento y jugó con la camiseta cruzada. En el seleccionado nacional estuvieron presentes Claudio Bravo y Alexis Sánchez, ambos pilares fundamentales en la posterior obtención del bicampeonato de América, en las ediciones 2015 y 2016.
El 11 de mayo de 2021, se confirmó que Chile jugaría en el estadio de la franja, ante la selección de Bolivia. Aquello ocurrió el 8 de junio del mismo año por la 8.ª fecha de la Clasificación de Conmebol para la Copa Mundial de Fútbol de 2022. Ante la remodelación del Estadio Nacional, con motivo de los Juegos Panamericanos de 2023, se definió la localía en el recinto precordillerano. La solicitud fue hecha por Martín Lasarte, director técnico de la selección nacional, quien manifestó que las canchas de ambos estadios eran parecidas en cuanto a dimensiones y calidad. Esta petición fue avalada por la ANFP, debido a que el estadio cumplía con los estándares de iluminación solicitados por Conmebol.
El 23 de septiembre, se informó que San Carlos de Apoquindo nuevamente albergaría partidos oficiales de La Roja, esta vez ante las selecciones de Paraguay y Venezuela, y posteriormente por la fecha 16.ª ante Ecuador. Tras el partido ante Paraguay, hubo seleccionados chilenos que manifestaron públicamente su preferencia por jugar en San Carlos, a causa del ambiente que se producía en el estadio y el apoyo recibido. Para la última fecha de las clasificatorias, Chile volvería al predio cruzado para ser local, esta vez ante Uruguay.
| 2 de marzo de 2006 | Universidad Católica | 0:2 (0:1) | Chile                              |                                                        |                                                        |
|                    |                      |           | 26' (pen.) Jiménez · 64' Contreras | Asistencia: 12 000 espectadores Árbitro(s): Pablo Pozo | Asistencia: 12 000 espectadores Árbitro(s): Pablo Pozo |

Clasificatorias Mundial de Fútbol Catar 2022
| 8.ª fecha; 8 de junio de 2021                                                                                   | Chile      | 1:1 (0:0)                     | Bolivia            |                                                          |                                                          |
| 21:30 (CLT) | Pulgar 69' | FIFA Reporte Conmebol Reporte | Martins 82' (pen.) | Asistencia: No hubo espectadores Árbitro(s): Eber Aquino | Asistencia: No hubo espectadores Árbitro(s): Eber Aquino |
| Partido disputado a puertas cerradas como medida de prevención de contagios a causa de la pandemia de COVID-19. |            |                               |                    |                                                          |                                                          |

| 5.ª fecha; 10 de octubre de 2021                                    | Chile                   | 2:0 (0:0)                     | Paraguay |                                                           |                                                           |
| 21:00 (CLST)                                                        | Brereton 68' · Isla 72' | FIFA Reporte Conmebol Reporte |          | Asistencia: 10 000 espectadores Árbitro(s): Néstor Pitana | Asistencia: 10 000 espectadores Árbitro(s): Néstor Pitana |
| Partido suspendido que se iba a jugar originalmente el 25 de marzo. |                         |                               |          |                                                           |                                                           |

| 12.ª fecha; 14 de octubre de 2021 | Chile                          | 3:0 (2:0)                     | Venezuela |                                                           |                                                           |
| 21:00 (CLST)                      | Pulgar 18', 37' · Brereton 73' | FIFA Reporte Conmebol Reporte |           | Asistencia: 10 336 espectadores Árbitro(s): Raphael Claus | Asistencia: 10 336 espectadores Árbitro(s): Raphael Claus |

| 14.ª fecha; 16 de noviembre de 2021 | Chile | 0:2 (0:1)                     | Ecuador                      |                                                                |                                                                |
| 21:15 (CLST)                        |       | FIFA Reporte Conmebol Reporte | 9' Estupiñán · 90+3' Caicedo | Asistencia: 10 000 espectadores Árbitro(s): Fernando Rapallini | Asistencia: 10 000 espectadores Árbitro(s): Fernando Rapallini |

| 18.ª fecha; 29 de marzo de 2022 | Chile | 0:2 (0:0)                     | Uruguay                   |                                                              |                                                              |
| 20:30 (CLST)                    |       | FIFA Reporte Conmebol Reporte | 79' Suárez · 90' Valverde | Asistencia: 11 074 espectadores Árbitro(s): Patricio Loustau | Asistencia: 11 074 espectadores Árbitro(s): Patricio Loustau |

### Selección chilena femenina
En marzo de 2018, la Selección femenina de fútbol de Chile enfrentó a Colombia en San Carlos. El encuentro amistoso, que culminó igualado 0:0, sirvió a ambos equipos como preparativo para la Copa América Femenina de ese año. En noviembre de 2020, la Roja Femenina cayó por 2:1 frente a Zambia, pese a lograr la ventaja parcial a través de Karen Araya.
| 6 de marzo de 2018 | Chile | 0:0 (0:0) | Colombia |                                                         |  |
|                    |       |           |          | Asistencia: 6.000 espectadores Árbitro(s): Paola Barría |  |

| 28 de noviembre de 2020 | Chile     | 1:2 (0:0) | Zambia                  |                                  |                                  |
|                         | Araya 48' |           | 50' Banda · 60' Nachula | Árbitro(s): María Belén Carvajal | Árbitro(s): María Belén Carvajal |

### Selecciones chilenas de fútbol formativo

#### Selección chilena sub-20
En abril de 2005, la Selección de fútbol sub-20 de Chile, en ese entonces dirigida por José Sulantay, recibió a Colombia en el estadio cayendo por 4:2. El encuentro formaba parte de un cuadrangular amistoso. En el encuentro preliminar, la selección de fútbol sub-20 de Brasil venció por 3:0 a su similar de Panamá. Una semana después, la Roja sub-20 enfrentó a Universidad Católica sub-23 y empató 2:2. En marzo de 2013, Chile visitó nuevamente a Universidad Católica en su estadio. El encuentro terminó 3:2 a favor de los cruzados, que presentaron su formación estelar. Los mismos protagonistas volvieron a enfrentarse en diciembre de 2022, aunque en esa oportunidad el partido se disputó en el complejo deportivo. El triunfo fue para el local por 2:1.
| 21 de abril de 2005 (partido de fondo) | Chile                     | 2:4 (0:1) | Colombia                                           |                           |                           |
|                                        | Sánchez 74' · Morales 78' |           | 22' Aguilar · 76' Carrillo · 76' Zúñiga · 90' Toja | Árbitro(s): Manuel Acosta | Árbitro(s): Manuel Acosta |

| 27 de abril de 2005 | Universidad Católica sub-23 | 2:2 (2:0) | Chile             |  |  |
|                     | Cortés · s/i                |           | Canales · Peralta |  |  |

| 13 de marzo de 2013 | Universidad Católica | 3:2 (0:2) | Chile            |                             |                             |
|                     | Meneses · Ríos 90'   |           | Castillo · Bravo | Árbitro(s): Patricio Blanca | Árbitro(s): Patricio Blanca |

#### Selección chilena sub-17
En el estadio, Chile sub-17 ha competido contra diversos equipos y selecciones. Entre esos partidos se incluye la final de la Copa UC de 2009. En dicha ocasión, el seleccionado chileno derrotó a Uruguay mediante lanzamiento penales y se consagró campeón.
| 24 de enero de 2009 | Chile | 0-0 (0-0) P(3-1) | Uruguay |  |  |

## Partidos de clubes

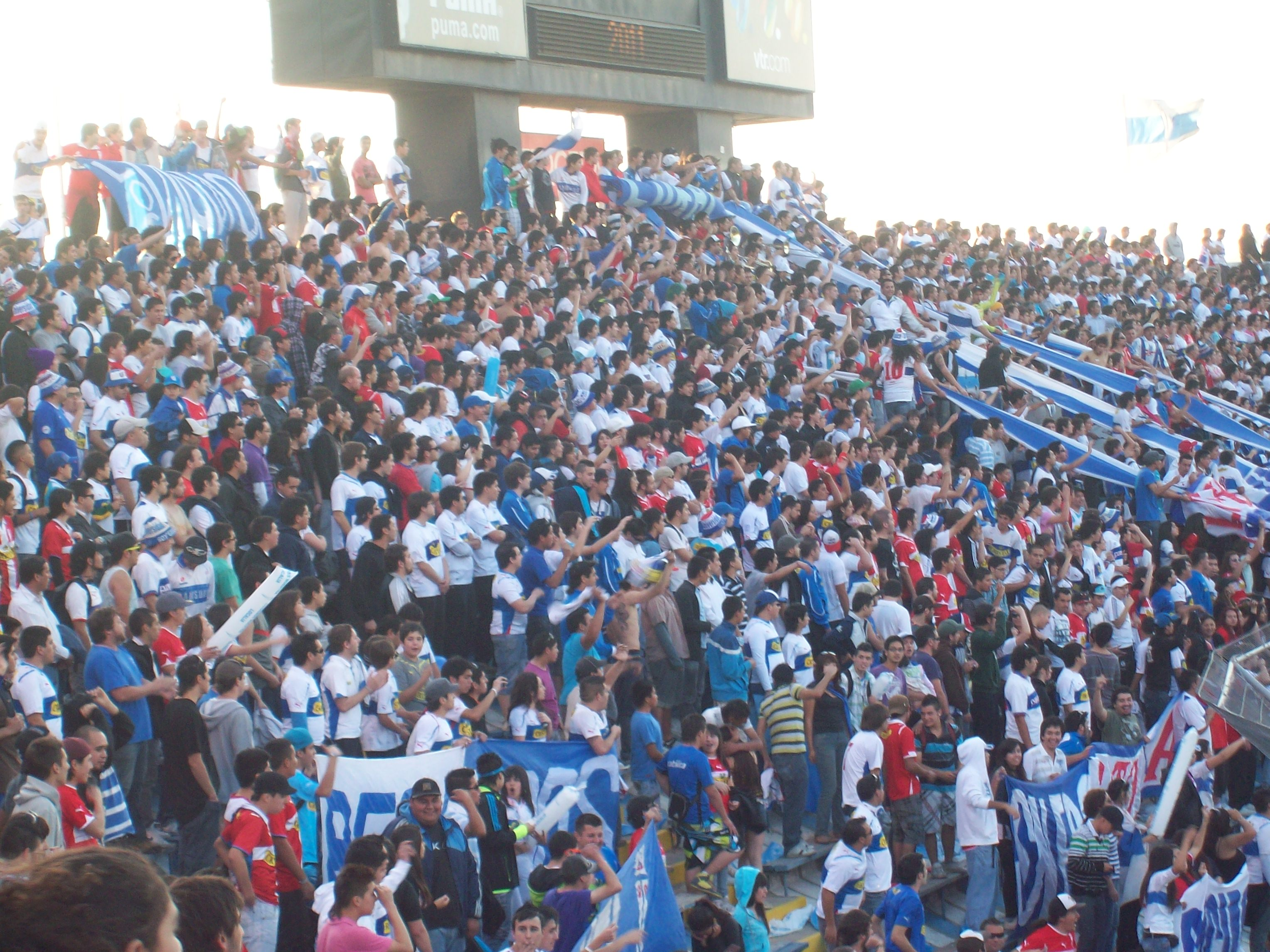
Barra Los Cruzados en la final de Copa Chile 2011.

Como una parte fundamental del CDUC, la rama de fútbol sentó sus bases en San Carlos de Apoquindo desde antes de la construcción del estadio, disponiendo de campos de entrenamiento para el fútbol formativo. Desde su inauguración en 1988, el estadio ha sido el reducto oficial de Universidad Católica en competencias locales, Primera División y Copa Chile, e internacionales, incluidas las vigentes Copa Libertadores de América, donde  disputó sobre su césped los cuartos de final en 1990, 1993 y 2011, y Copa Sudamericana, albergando también las semifinales 2005 y 2012, además de la extinta Copa Mercosur, y la Copa Interamericana, la cual en 1994 le permitió conseguir su primer título internacional oficial.

### Copa Interamericana
Tras alcanzar la final de Copa Libertadores 1993, los cruzados accedieron a nueva final internacional, la Copa Interamericana, disputada en una llave de ida y vuelta. 15 de septiembre de 1994 se jugó el encuentro de ida en el Estadio Ricardo Saprissa, ubicado en San José, Costa Rica. El cuadro local se impuso por 3:1. El 1 de noviembre de 1994 fue el turno de la revancha. El escenario fue el Estadio San Carlos de Apoquindo. Universidad Católica ganó por 3:1, con un gol de Juvenal Olmos en los descuentos. Con ese tanto, el marcador global había quedado igualado 4:4 y fue necesario jugar un alargue. En el tiempo suplementario, Miguel Ardiman y Rodrigo Barrera sellaron la obtención de la copa rubricando un marcador de 2:0.
| Edición 1994; final vuelta; 1 de noviembre de 1994 | Universidad Católica                                                | 5:1 (2:1, 3:1) (t. s.)(Global 6:4) | Saprissa     |                                                            |                                                            |
|                                                    | Romero 28' · Acosta 30' · Olmos 90+2' · Ardiman 102' · Barrera 111' |                                    | 35' Wanchope | Asistencia: 5492 espectadores Árbitro(s): Fernando Chappel | Asistencia: 5492 espectadores Árbitro(s): Fernando Chappel |

### Otras definiciones
En el ámbito local, por el torneo nacional, Universidad Católica ha dado cinco vueltas olímpicas en San Carlos, la primera de ellas por el Apertura 2002; donde se coronó campeón tras derrotar por 4:0 a Rangers. En 2010, dio su segunda vuelta olímpica el 5 de diciembre tras vencer a Everton por 5:0. El 30 de abril de 2016, en una última fecha disputada en forma simultánea, Universidad Católica debía ganar su encuentro y esperar que O'Higgins no hiciera lo mismo. El cuadro celeste perdió y la UC fue campeón al ganar por 2 a 1 a Audax Italiano.
Por otra parte, cabe señalar que en la temporada 2019 se hizo entrega del trofeo de campeón a Universidad Católica en su estadio, en el contexto de las protestas producidas en Chile, que motivaron a la ANFP a concluir el torneo oficial a falta de seis fechas. Al inicio de la temporada siguiente, el título fue festejado en el mismo recinto, al vencer 1:0 a Curicó Unido en un encuentro amistoso. El 10 de febrero de 2021, en un partido válido por la penúltima fecha del Torneo Oficial 2020, Universidad Católica empató 0:0 con Unión La Calera, institución sobre la cual mantenía una ventaja de cinco puntos. Con ese resultado, los cruzados se consagraron campeones de dicha edición y tricampeones del futbol chileno, por primera vez en su historia.
En otras definiciones, el 9 de noviembre de 2011 se disputó en San Carlos la final de ida de Copa Chile. Magallanes derrotó por 1-0 a Universidad Católica. El 16 de noviembre del mismo año, ambos equipos se enfrentaron por la final de revancha en el estadio Santa Laura-Universidad SEK, donde Universidad Católica derrotó al cuadro albiceleste por 1:0, con gol en los últimos minutos de Daud Gazale, y posteriormente ganó por 4:2 en lanzamientos penales.
Además del club propietario del recinto, otro equipo que dio una vuelta olímpica en el estadio fue O'Higgins en la segunda edición de la Supercopa de Chile. Se disputó el 3 de mayo de 2014, teniendo como participantes al campeón de la Copa Chile 2013-14, Deportes Iquique, y O'Higgins, el campeón mejor posicionado en la tabla acumulada (Torneo Apertura 2013). O'Higgins se quedó con el título por lanzamientos penales, tras igualar 1:1 en los 90 minutos reglamentarios.
Primera División de Chile
| Apertura 2002; final vuelta; 30 de junio de 2002 | Universidad Católica                            | 4:0 (1:0) (Global 5:1) | Rangers | San Carlos, Santiago                                       |                                                            |
|                                                  | Norambuena 45', 46' · Pérez 62' · Mirosevic 72' | Reporte                |         | Asistencia: 20 000 espectadores Árbitro(s): Carlos Chandía | Asistencia: 20 000 espectadores Árbitro(s): Carlos Chandía |

| Primera División 2010; fecha 34; 5 de diciembre de 2010 | Universidad Católica                                         | 5:0 (2:0) | Everton | San Carlos, Santiago                                     |                                                          |
|                                                         | Meneses 3', 81' · González 27' · Vergara 48' · Gutiérrez 76' | Reporte   |         | Asistencia: 14 828 espectadores Árbitro(s): Jorge Osorio | Asistencia: 14 828 espectadores Árbitro(s): Jorge Osorio |

| Clausura 2016; fecha 15; 30 de abril de 2016 | Universidad Católica        | 2:1 (0:1) | Audax Italiano | San Carlos, Santiago                                     |                                                          |
|                                              | Llanos 70' · Fuenzalida 84' | Reporte   | 14' Vallejos   | Asistencia: 14 118 espectadores Árbitro(s): Jorge Osorio | Asistencia: 14 118 espectadores Árbitro(s): Jorge Osorio |

| Primera División 2020; fecha 33; 10 de febrero de 2021                                                          | Universidad Católica | 0:0     | Unión La Calera | San Carlos, Santiago                                       |                                                            |
| |                      | Reporte |                 | Asistencia: No hubo espectadores Árbitro(s): Roberto Tobar | Asistencia: No hubo espectadores Árbitro(s): Roberto Tobar |
| Partido disputado a puertas cerradas como medida de prevención de contagios a causa de la pandemia de COVID-19. |                      |         |                 |                                                            |                                                            |

Copa Chile
| Partido ida; 9 de noviembre de 2011, 19:00 | Universidad Católica | 0:1 (0:0) | Magallanes   | San Carlos, Santiago                                     |                                                          |
|                                            |                      | Reporte   | 85' Cárdenas | Asistencia: 8551 espectadores Árbitro(s): Eduardo Gamboa | Asistencia: 8551 espectadores Árbitro(s): Eduardo Gamboa |

Supercopa de Chile
| Supercopa de Chile 2014, final única; 3 de mayo de 2014 | O'Higgins                                               | 1:1 (1:1) (3:2 p.)         | Iquique                                                | San Carlos, Santiago                                     |                                                          |
|                                                         | Figueroa 38'                                            | Reporte                    | 6' Díaz                                                | Asistencia: 6 000 espectadores Árbitro(s): Roberto Tobar | Asistencia: 6 000 espectadores Árbitro(s): Roberto Tobar |
|                                                         |                                                         | Tiros desde el punto penal |                                                        |                                                          |                                                          |
|                                                         | Opazo · Huerta · Chaves · Vargas · Uglessich · Figueroa |                            | Zenteno · Romero · Pinares · Díaz · Villalobos · Brito |                                                          |                                                          |

Liguillas
Por décadas, las liguillas fueron instancias decisivas en el fútbol chileno para determinar la clasificación a torneos internacionales, como Copa Libertadores y Copa Sudamericana, o incluso el ascenso o descenso de categoría. Entre las liguillas disputadas en San Carlos de Apoquindo se cuentan la Pre-Libertadores y Pre-Sudamericana, entre otras.

## Otros deportes

### Rugby
El 4 y 5 de enero de 2002, se llevó a cabo el Seven de Chile, torneo que integraba la Serie Mundial de Rugby 7. En la final, Nueva Zelanda derrotó a Argentina por 21 a 7.
El 24 de agosto de ese mismo año, los Cóndores vencieron en el estadio a Estados Unidos por las Clasificatorias para la Copa Mundial de 2003. Cristián Onetto y Sebastián Pizarro fueron figuras destacadas en el seleccionado chileno.
El Trofeo Mundial de Rugby Juvenil 2008 tuvo como sede el estadio en partidos de la fase grupal. Sobre el césped del recinto, disputaron algunos de sus encuentros el seleccionado local, Chile, y Uruguay, que resultó campeón.
El 17 de noviembre de 2018, se efectuó un partido amistoso entre Los Cóndores de Chile y Māori All Blacks de Nueva Zelanda; estos últimos, antes del partido, mostraron el haka, la danza/canción de desafío característica del pueblo maorí. Se disputó ante 15 000 espectadores en la cancha central del Estadio San Carlos de Apoquindo, quitando los arcos de fútbol y remplazándolos por los de rugby.
El 15 de septiembre de 2021, Los Cóndores derrotaron en un encuentro amistoso a Argentina XV por la Copa Trasandina. El partido formó parte de la preparación del seleccionado chileno para la llave contra Canadá, que se disputó en octubre de ese año, correspondiente a la Clasificación de la Copa Mundial de Rugby de 2023.
Serie Mundial de Rugby 7
| 5 de enero de 2002 | Nueva Zelanda | 21 - 7 | Argentina |  |  |

Clasificatorias Mundial de Rugby Australia 2003
| 24 de agosto de 2002 | Chile | 21 - 13 | Estados Unidos |  |  |

Trofeo Mundial de Rugby Juvenil 2008
Grupo A - 2.º fecha 
| 19 de abril de 2008 | Rumania | 46 - 7  | Islas Cook |  |  |
|                     |         | Reporte |            |  |  |

| 19 de abril de 2008 | Chile | 20 - 6  | Namibia |  |  |
|                     |       | Reporte |         |  |  |

Grupo A - 3.º fecha
| 23 de abril de 2008 | Namibia | 25 - 14 | Islas Cook |  |  |
|                     |         | Reporte |            |  |  |

Grupo B - 1.º fecha
| 15 de abril de 2008 | Georgia | 90 - 3  | Jamaica |  |  |
|                     |         | Reporte |         |  |  |

| 15 de abril de 2008 | Uruguay | 67 - 8  | Corea del Sur |  |  |
|                     |         | Reporte |               |  |  |

Grupo B - 3.º fecha
| 23 de abril de 2008 | Corea del Sur | 55 - 17 | Jamaica |  |  |
|                     |               | Reporte |         |  |  |

Māori All Blacks
| 17 de noviembre de 2018 | Chile | 0 - 73 | Māori All Blacks |                                 |  |
|                         |       |        |                  | Asistencia: 15 000 espectadores |  |

Copa Trasandina 2021
| 15 de septiembre de 2021 | Chile | 25 - 24 | Argentina XV |  |  |

### Tenis
El 22 de diciembre de 2004, en el contexto de la gira Gracias Chile, el tenista chileno Marcelo Ríos derrotó por 6-4 y 7-5 al argentino Guillermo Coria. Con una cancha de tenis instalada sobre el césped y tribunas preferenciales alrededor, el espectáculo superó los 13 000 espectadores.

## Eventos musicales

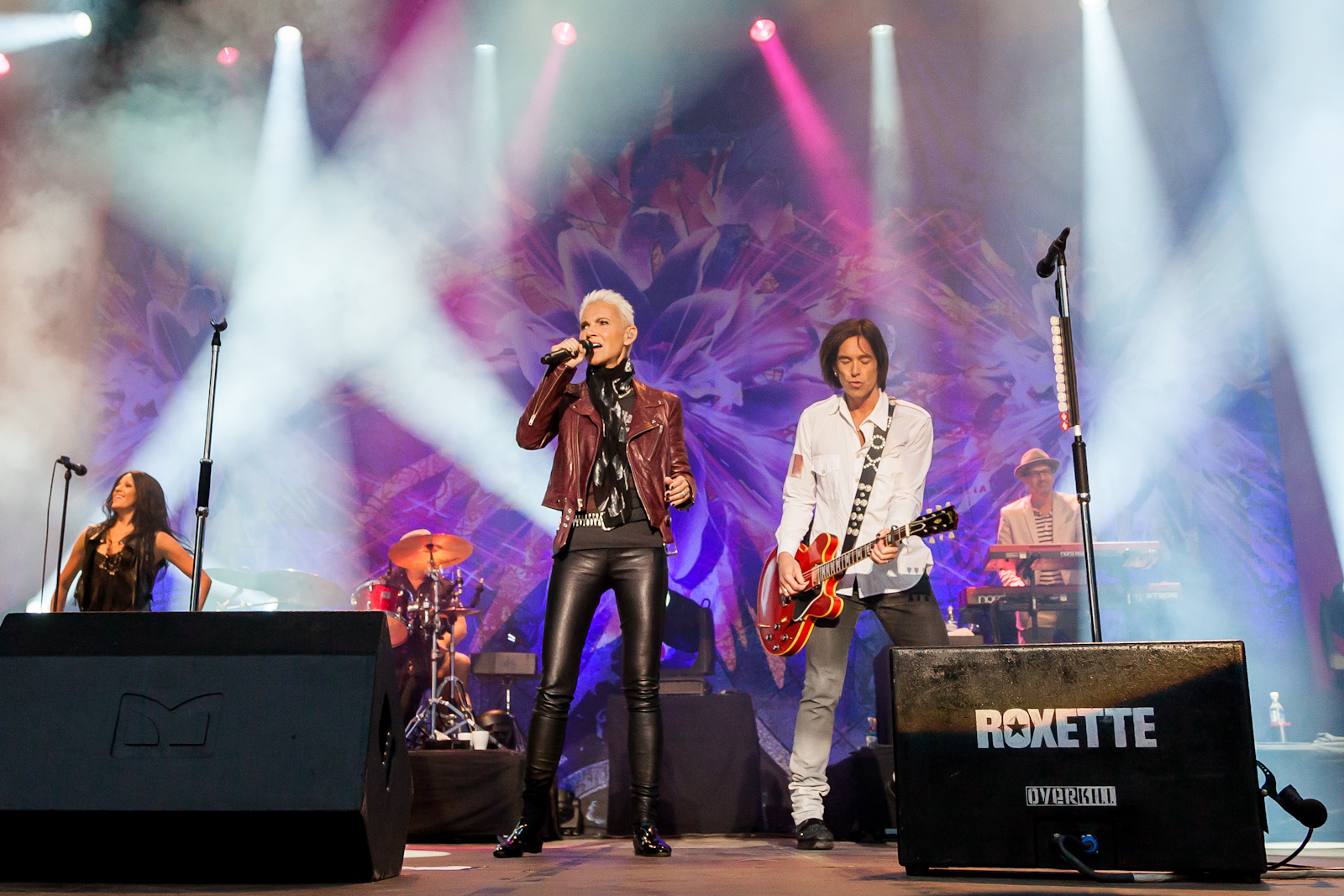
Roxette, en la imagen en un concierto de 2012, registró la concurrencia más alta en 1992, con un público de 45 000 espectadores.

El estadio ha sido escenario de las presentaciones de una serie de artistas de renombre nacional e internacional. En 1992, el grupo Roxette estableció un récord de asistencia en el recinto, con 45 000 espectadores. Además grabaron una parte de la canción It Must Have Been Love para el  álbum Tourism.
| Década    | Artistas |
| --------- | --- |
| Años 1980 | UB40. |
| Años 1990 | Luciano Pavarotti, Roxette, Luis Miguel, Simply Red, Pat Metheny, INXS, James Taylor, Sting, Eros Ramazzotti, Whitney Houston, Phil Collins, Oasis, Andrea Bocelli. |
| Años 2000 | Chayanne, Luis Miguel, Miguel Bosé, Gal Costa, The Chemical Brothers, The Mars Volta, PJ Harvey, Morrissey, Electric Six, Gustavo Cerati, Death in Vegas, Rinôçérôse, Blondie, Gufi, Avril Lavigne, Mudhoney, Pearl Jam, La Oreja de Van Gogh, Ian Brown, The Bravery, The Rasmus, The Black Eyed Peas, Tom Jones, Lucybell, Placebo, Björk, Journey, Peter Frampton, Earth, Wind & Fire, Rod Stewart, Queen + Paul Rodgers. |
| Años 2010 | No hubo |
| Años 2020 | Los Jaivas, Los Tres, Javiera y Los Imposibles, David Lebón, Lionel Richie, Ricky Martin, Rod Stewart, Miranda!, Los Fabulosos Cadillacs, Christopher Cross, Toto. |

## Ubicación y acceso

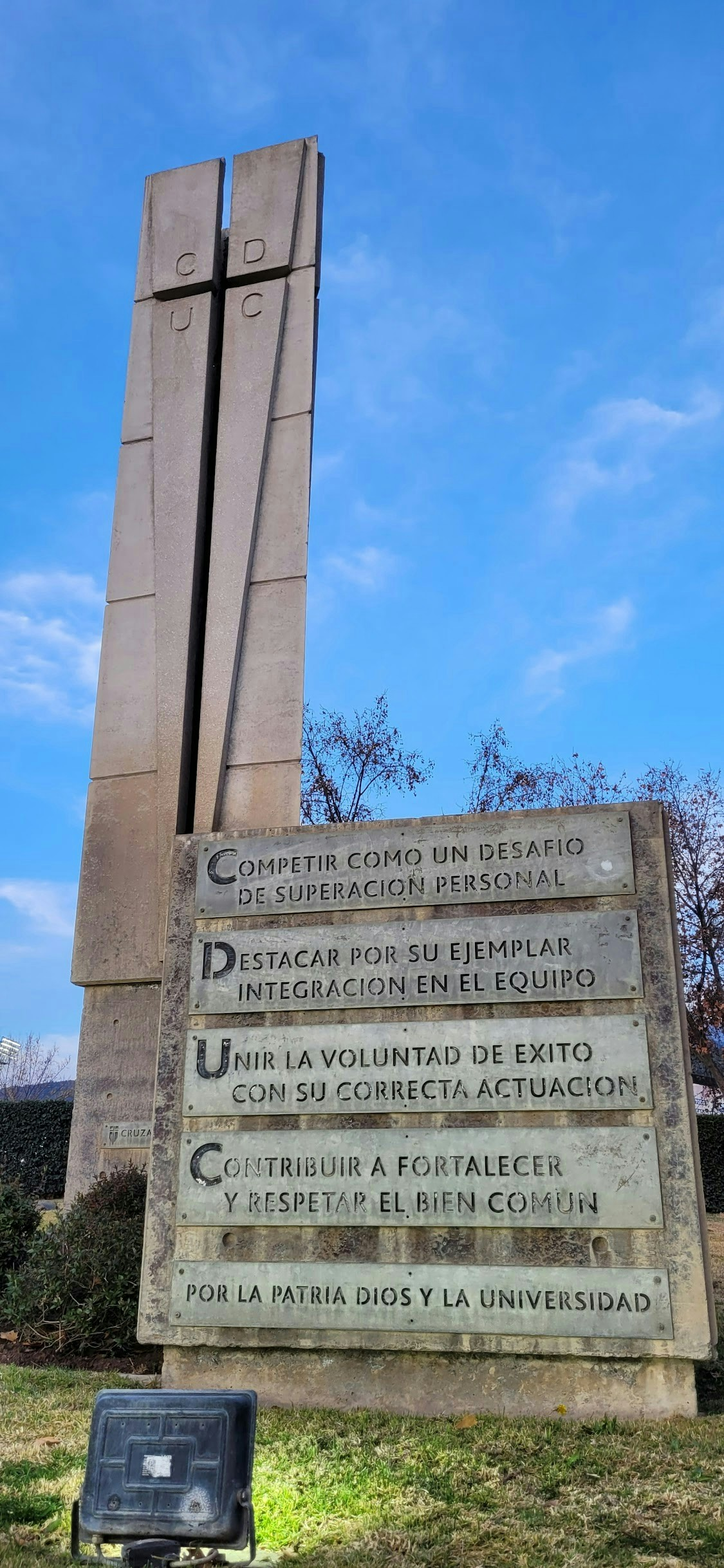
Escultura y acrónimo a la entrada del Complejo.

El estadio se encuentra al interior del Complejo Deportivo San Carlos de Apoquindo, ubicado en Camino Las Flores 13000, comuna de Las Condes. En cuanto al transporte, no existe una línea de metro que lleve directo al recinto. La estación más cercana del Metro de Santiago es la última de la línea 1, Los Dominicos. Luego, se debe tomar un microbús de la Red Metropolitana de Movilidad. Tras la remodelación del recinto entre 2022 y 2025, aumentaron las líneas de transporte. Para acceder al estadio a través de este sistema se debe optar por los siguientes recorridos:
- C02c, que parte desde la estación Los Dominicos del Metro en Las Condes.
- C02, que parte desde la estación Escuela Militar en Las Condes.
- 421, que parte en Maipú.
- 421C, que parte desde la estación Los Dominicos.
- C09, que parte desde la estación Los Dominicos hacia La Dehesa.
- C09C, que parte desde la estación Los Dominicos hacia San Carlos de Apoquindo.
- C25, que parte desde La Reina .
- C27, que parte desde la estación Los Dominicos hacia República de Honduras.
- C37, que parte desde la estación Los Dominicos hacia San Ramón Oriente.

## Otros datos
- Primer partido disputado: 0-1 contra River Plate, 4 de septiembre de 1988.[27]
- Primer gol marcado: Claudio Borghi en el 0-1 contra River Plate.[27]
- Primer partido oficial disputado: 0-1 contra La Serena, el 11 de septiembre por el Campeonato Nacional de 1988.[28]
- Primer gol oficial marcado: Luis González, en el 0-1 contra La Serena.[28]
- Primer partido oficial ganado por Universidad Católica: 3-0 contra Fernández Vial, el 25 de septiembre por el campeonato nacional de 1988.[28]
- Primer gol oficial marcado por Universidad Católica: Juvenal Olmos en el 1-0 parcial contra Fernández Vial.[28]
- Mayor goleada en torneo nacional: 10-1 contra Palestino, en la fecha 14 del campeonato nacional de 1994.[138]
- Mayor goleada en Copa Chile: 10-0 contra la selección de fútbol de San Pedro de Atacama, en primera fase en 2010.[139]
- Mayor goleada en Copa Libertadores: 6-0 contra Mineros y 6-0 contra Minervén, ambos en fase de grupos en 1997.[140]
- Mayor goleada en Copa Sudamericana: 5-0 contra Alianza Atlético, en primera fase en 2005.[141]
- Mayor goleada en Copa Mercosur: 2-0 contra River Plate, en fase de grupos en 1998.[142]
- Mayor derrota en torneo nacional: 0-4 contra Audax Italiano, en la fecha 8 del torneo clausura 1997; 0-4 contra Cobreloa, en la fecha 26 del torneo nacional de 1998; 0-4 contra Unión Española, en la fecha 10 del torneo apertura de 2004; 0-4 contra Huachipato, en la fecha 9 del torneo clausura de 2008.[143]
- Mayor derrota en Copa Chile: 1-5 contra O’Higgins, por segunda fase en 1993.[143]
- Mayor derrota en Copa Libertadores: 1-3 contra Bella Vista en octavos de final en 1999, 1-3 contra Boca Juniors en fase de grupos en 2000 y 1-3 contra Caracas en fase de grupos en 2011.[144]
- Mayor derrota en Copa Sudamericana: 1-3 contra Vélez Sarsfield, por cuartos de final en 2020.[145]
- Mayor derrota en Copa Mercosur: 0-3 contra São Paulo, por fase de grupos en 1999.[143]
- Mayor cantidad de goles convertidos por un jugador en un partido: 7, por Luka Tudor en el 8-3 contra Antofagasta en 1993. Es récord nacional hasta el día de hoy.[146]
- Mayor cantidad de goles convertidos por un jugador: 68 por Rodrigo Barrera.[147]
- Mayor cantidad de asistencias convertidos por un jugador: 47 por Néstor Gorosito.[147]
- Mayor cantidad de partidos disputados por un jugador: 208 por Cristián Álvarez.[148]